# Assut de la Presa del Barranc del Gallego
L'Assut de la Presa del Barranc del Gallego és un assut o una petita presa construïda amb pedra i situada al Barranc del Gallego de Poio, al municipi de Torrent, inventariada com a Bé Immoble d'Etnologia. Fa 36 metres de llarg, 2 i mig d'ample i 7 d'alt. L'estat és deficient i no hi ha restes de la séquia, però sí que es conserva un contrafort.